# Lillesjö (Hålanda socken, Västergötland)
Lillesjö är en sjö i Ale kommun i Västergötland och ingår i Göta älvs huvudavrinningsområde. Sjön ligger i vildmarksområdet Risveden omkring en kilometer öster om Vanderydsvattnet.